# كيت بيل
كيت بيل (بالإنجليزية: Kate Bell)‏ هي ممثلة أسترالية، ولدت في 12 نوفمبر 1983 في أستراليا.

## وصلات خارجية
- كيت بيل على موقع IMDb (الإنجليزية)
- كيت بيل على موقع ألو سيني (الفرنسية)
- كيت بيل على موقع أول موفي (الإنجليزية)
- كيت بيل على موقع قاعدة بيانات الفيلم (الإنجليزية)
- كيت بيل على موقع كينوبويسك (الروسية)